# 木嶋利男
木嶋 利男（きじま としお、1948年4月7日 - ）は、日本の農学者・篤農家。学位は農学博士（東京大学・1987年）。伝統農法文化研究所（栃木市）主宰。公益財団法人農業・環境・健康研究所代表理事。有機農業参入促進協議会参与。

## 人物
1948年4月7日、栃木県出身。栃木県農業短期大学。栃木県農業試験場。1987年、農学博士(東京大学)。1993年、栃木県農業試験場生物工学部長。1999年、50歳で栃木県を退職。自然農法大学校長。2004年、世界永続農業協会（WSAA）日本本部専務理事。2006年、公益財団法人環境科学総合研究所長。財団法人微生物応用技術研究所理事。一般社団法人自然農法文化事業団理事。

## 受賞
- 科学技術庁長官賞
- 全国農業試験場会長賞

## 著書

### 単著
- 『増補改訂版 伝承農法を活かす マンガでわかる 家庭菜園の裏ワザ 』ISBN 978-4259566128 家の光協会（2019年3月15日）
- 『農薬に頼らない病虫害対策 (学研ムック 学研趣味の菜園) 』ISBN 978-4056113693 学研プラス (2018年6月28日)
- 『育ちがよくなる! 病害虫に強くなる! 植え合わせワザ88 決定版 コンパニオンプランツの野菜づくり 』ISBN 978-4259565756 家の光協会(2018年4月28日)
- 『木嶋利男 野菜の性格アイデア栽培 原産地の育ち方から発想！栽培の常識を覆す34プラン』ISBN 978-4058008935 学研プラス (2018年2月27日)
- 『伝承農法を活かす 野菜の植えつけと種まきの裏ワザ 』ISBN 978-4259565022 家の光協会 (2016年3月28日)
- 『プロに教わる 安心! はじめての野菜づくり 』ISBN 978-4058006092 学研プラス (2016年3月8日)
- 『「育つ土」を作る家庭菜園の科学 有機物や堆肥をどう活かすか 』ISBN 978-4062578950 講談社 (2014年12月19日)
- 『学研ムック 有機・無農薬 野菜別 土づくりと栽培テクニック』ISBN 978-4056103946 学研パブリッシング (2014年2月6日)
- 『学研ムック 有機・無農薬 野菜別 土づくりと栽培テクニック』Kindle版 学研プラス (2014年2月6日)
- 『野菜の品質・収量アップ 連作のすすめ』ISBN 978-4259518486 家の光協会 (2012年11月27日)
- 『暮らしの実用シリーズ 決定版 有機・無農薬のおいしい野菜づくり (暮らしの実用シリーズ Gardening) 』ISBN 978-4054054929 学研パブリッシング (2012年9月1日)
- 『伝承農法に学ぶ野菜づくり こんなに使えるコンパニオンプランツ』ISBN 978-4259563837 家の光協会 (2012年8月25日)
- 『農薬・化学肥料に頼らない おいしい野菜づくりの裏ワザ』ISBN 978-4259563370 家の光協会 (2011年9月9日)
- 『伝承農法を活かすマンガでわかる家庭菜園の裏ワザ 』ISBN 978-4259562748 家の光協会 (2010年1月1日)
- 『伝承農法を活かす家庭菜園の科学―自然のしくみを利用した栽培術 (ブルーバックス) 』ISBN 978-4062576307 講談社 (2009年2月20日)
- 『もっとうまくなる プロに教わる家庭菜園の裏ワザ 』ISBN 978-4259562045 家の光協会 (2008年1月1日)
- 『農薬に頼らない家庭菜園 コンパニオンプランツ』ISBN 978-4259561413 家の光協会 (2006年2月1日)

## 論文

### 英文
- ARIE, Tsutomu, et al. "Biological control of Fusarium wilt of bottle gourd by mix-cropping with Welsh onion or Chinese chive inoculated with Pseudomonas gladioli." Japanese Journal of Phytopathology 53.4 (1987): 531-539.
- ARIE, Tsutomu, et al. "Stem blight, a new disease of Exacum by Nectria gliocladioides Smalley et Hansen." Japanese Journal of Phytopathology 53.4 (1987): 570-575.
- Urakami, Teizi, et al. "Transfer of Pseudomonas plantarii and Pseudomonas glumae to Burkholderia as Burkholderia spp. and Description of Burkholderia vandii sp. nov." International Journal of Systematic and Evolutionary Microbiology 44.2 (1994): 235-245.
- Matsumoto, Tatsuro, and Toshio Kijima. "The turrilitid ammonoid Mariella from Hokkaido-Part 3: Studies of the Cretaceous ammonites from Hokkaido and Sakhalin-LXXXVII." Paleontological Research 4.1 (2000): 33-38.
- Kawarazaki, Hideshi, et al. "Pythium rot of figmarigold (Lampranthus spectabile) caused by Pythium aphanidermatum." Journal of General Plant Pathology 74.1 (2008): 94-95.
- Kawarazaki, Hideshi, et al. "Identification of a bacterium isolated from galls on carrot and weeds." Journal of general plant pathology 75.3 (2009): 235-240.
- Netsu, Osamu, Toshio Kijima, and Yuichi Takikawa. "Bacterial leaf spot of hemp caused by Xanthomonas campestris pv. cannabis in Japan." Journal of general plant pathology 80.2 (2014): 164-168.

### 和文
- 本郷武, and 木嶋利男. "イチゴ育苗床におけるコガネムシ類幼虫の防除." 関東東山病害虫研究会年報 1974.21 (1974): 108-108.
- 木嶋利男, 本郷武, and 田口章一. "ショウガの腐敗性病害防除試験." 関東東山病害虫研究会年報 1974.21 (1974): 54-55.
- 木嶋利男, et al. "低温時のツマグロヨコバイに対するカーバメート剤および複合剤の防除効果." 関東東山病害虫研究会年報 1974.21 (1974): 85-85.
- 合田健二, et al. "栃木県におけるナシチビガ, ジャガイモガ, コナジラミの一種の新発生." 関東東山病害虫研究会年報 1975.22 (1975): 108-108.
- 本郷武, et al. "カーバメート剤感受性低下ツマグロヨコバイに対する薬剤防除." 関東東山病害虫研究会年報 1975.22 (1975): 79-79.
- 木嶋利男. "ユウガオ褐斑細菌病の第 1 次伝染源." 関東東山病害虫研究会年報 1979.26 (1979): 40-41.
- 木嶋利男. "ユウガオ褐斑細菌病の防除." 栃木農試研報 26 (1980): 93-104.
- 橋田弘一, et al. "栃木県におけるイチゴ青枯病の発生." 関東東山病害虫研究会年報 1980.27 (1980): 72-72.
- 木嶋利男, and 柴田幸省. "ユウガオ褐斑細菌病の発生推移." 関東東山病害虫研究会年報 1980.27 (1980): 53-54.
- 斉藤司朗, et al. "昭和 55 年の栃木県におけるいもち病の多発生." 関東東山病害虫研究会年報 1981.28 (1981): 10-11.
- 小林光雄, and 木嶋利男. "ピーマンかいよう病 (仮称) の発生." 関東東山病害虫研究会年報 1981.28 (1981): 54-54.

- 木嶋利男. "トマト葉こぶ病 (仮称) の発生." 関東東山病害虫研究会年報 1981.28 (1981): 46-47.
- 斉藤司朗, et al. "イネ幼苗暴露法による栃木県におけるイネいもち病菌レースの最近の発生分布." 関東東山病害虫研究会年報 1982.29 (1982): 22-22.
- 小林光雄, and 木嶋利男. "黒ダネ台キュウリのつる割病の発生." 関東東山病害虫研究会年報 1982.29 (1982): 68-69.
- 木嶋利男. "シクラメン葉腐細菌病の発生推移と鉢替期の防除." 関東東山病害虫研究会年報 1982.29 (1982): 100-101.
- 木嶋利男. "シクラメン葉腐細菌病の 2 次伝染及び寄主範囲." 栃木県農業試験場研究報告 28 (1982): p133-140.
- 木嶋利男, and 峯岸長利. "シクラメン葉腐細菌病の第 1 次伝染源と防除." 栃木県農業試験場研究報告 29 (1983): p69-74.
- 木嶋利男. "ダイコンに病原性がある雑草の菌核病の発生について." 関東東山病害虫研究会年報 1983.30 (1983): 73-73.
- 尾田啓一, et al. "栃木県における転換畑大豆子実病害虫の発生." 関東東山病害虫研究会年報 1983.30 (1983): 136-137.
- 木嶋利男. "ニラの乾腐病と 2, 3 の病害." 関東東山病害虫研究会年報 1985.32 (1985): 121-122.
- 木嶋利男, et al. "ニラの新病害 乾腐病, 白絹病, 黒腐菌核病及び株腐細菌病." 栃木農業試験研究報告 31 (1985): 67-76.
- 木嶋利男, et al. "トマト斑葉細菌病." 関東東山病害虫研究会年報 1986.33 (1986): 81-82.
- 有江力, et al. "Pseudomonas gladioli を定着させたネギまたはニラの混植によるユウガオつる割病の生物的防除." 日本植物病理学会報 53.4 (1987): 531-539.
- 有江力, et al. "Nectria gliocladioides Smalley et Hansen によるエキザカム株枯病について." 日本植物病理学会報 53.4 (1987): 570-575.
- 木嶋利男, 石原良行, and 小林光雄. "イチゴの新細菌病 芽枯細菌病・斑点細菌病・角斑細菌病." 栃木県農業試験場研究報告 36 (1989): p59-76.
- 木嶋利男. "シクラメン及びサツマイモの無病徴組織内から分離された細菌及び糸状菌." 関東東山病害虫研究会年報 1990.37 (1990): 137-138.
- 木嶋利男, and 熊田欽丈. "シクラメンの無病徴組織内から分離された細菌又は糸状菌を用いたシクラメン炭そ病及び萎ちょう病の防除." 関東東山病害虫研究会年報 1991.38 (1991): 123-124.
- 木嶋利男, and 熊田欽丈. "サツマイモの無病徴組織内から分離された細菌又は糸状菌を用いたサツマイモつる割病の防除." 関東東山病害虫研究会年報 1991.38 (1991): 33-34.
- 熊田欽丈, and 木嶋利男. "栃木県におけるナス青枯病の病原型." 関東東山病害虫研究会年報 1991.38 (1991): 89-90.
- 木嶋利男. "拮抗細菌を用いた土壌病害の防除." 関東東山病害虫研究会年報 1992.39 (1992): 1-5.
- 木嶋利男, 天谷正行, and 郷間秀夫. "植物の無病徴組織内から分離した細菌の胚軸切断接種によるナス科, ウリ科及びアブラナ科野菜類の組織内への定着性." 関東東山病害虫研究会年報 1992.39 (1992): 61-64.
- 生井潔, 須永哲央, and 木嶋利男. "Pseudomonas 属細菌が産生する生育抑制物質." 栃木県農業試験場研究報告 44 (1996): 55-66.
- 須永哲央, 生井潔, and 木嶋利男. "蛍光性 Pseudomonas によるレタスの生育促進と病害防除." 栃木県農業試験場研究報告 46 (1997): 37-41.
- 木嶋利男, 生井潔, and 郷間秀夫. "微生物を利用した土壌病害の防除 (環境と土壌微生物, シンポジウム)." 土と微生物 52 (1998): 65-71.
- 生井潔, 須永哲夫, and 木嶋利男. "RAPD 法を用いた白紋羽病菌系統判別の試み." 栃木県農業試験場研究報告 47 (1998): 47-55.
- 田渕浩康, et al. "17-19 有機物の連用による連作栽培試験 (第 1 報): キャベツの生育・収量と土壌の理化学性について (17. 畑地土壌肥沃度)." 日本土壌肥料学会講演要旨集 47. 一般社団法人 日本土壌肥料学会, 2001.
- 田渕浩康, et al. "17-15 有機物の連用による連作栽培試験 (第 3 報): コムギ・エダマメの生育・収量と土壌の理化学性について (17. 畑地土壌肥沃度)." 日本土壌肥料学会講演要旨集 48. 一般社団法人 日本土壌肥料学会, 2002.
- 田渕浩康, et al. "6 有機物の連用による連作栽培試験 (第 2 報): ダイコンの生育・収量と土壌の理化学性について (中部支部講演会)." 日本土壌肥料学会講演要旨集 48. 一般社団法人 日本土壌肥料学会, 2002.
- 奈良吉主, et al. "トマトの生育促進及び青枯病発病抑制効果をもつ植物随伴細菌 (2007 年度大会一般講演要旨)." 土と微生物 61.2 (2007): 158.奈良吉主, et al. "トマト内生細菌 Herbaspirillum huttiensis KSR01 の組織内における定着位置の解析 (2008 年度大会一般講演要旨)." 土と微生物 62.2 (2008): 135.
- 田渕浩康, 加藤孝太郎, and 木嶋利男. "25-3 農事暦, 自然暦に関することわざ (第 1 報): 全国に伝わる農作業に関することわざの概況 (25. 文化土壌学, 2008 年度愛知大会)." 日本土壌肥料学会講演要旨集 54. 一般社団法人 日本土壌肥料学会, 2008.
- 奈良吉主, et al. "トマトにおいて生育促進効果と青枯病防除効果を有する内生細菌の単離." 土と微生物 62.1 (2008): 33-41.
- 田渕浩康, et al. "7-6 リン脂質脂肪酸組成法による畑地土壌の微生物群集構造解析: 耕盤層を有するハクサイ根こぶ病発生畑土壌について (7. 土壌病害, 2009 年度京都大会)." 日本土壌肥料学会講演要旨集 55. 一般社団法人 日本土壌肥料学会, 2009.
- 木嶋利男. "ネギ属植物や雑草との間・混作による作物病害の防除." 雑草研究 56.1 (2011): 14-18.
- 河原崎秀志, et al. "ニンジンこぶ病菌 Rhizobacter dauci の各種植物からの分離と宿主範囲." 日本植物病理学会報 78.4 (2012): 293-300.
- 奈良吉主, et al. "発病衰退現象がみられる連作栽培圃場の土壌微生物特性評価: キャベツ菌核病について (2013 年度大会一般講演要旨)." 土と微生物 68.1 (2014): 55.
- 田渕浩康, et al. "有機物連用による連作栽培がキャベツの生育と土壌化学性に及ぼす影響." 有機農業研究 9.1 (2017): 69-78.